# Herwigia kreffti
Herwigia kreffti is een straalvinnige vissensoort uit de familie van Bathylaconidae. De wetenschappelijke naam van de soort is voor het eerst geldig gepubliceerd in 1970 door Nielsen & Larsen.